# تمپرنس (میشیگان)
تمپرنس (به انگلیسی: Temperance) یک منطقهٔ مسکونی در ایالات متحده آمریکا است که در شهرستان مونرو، میشیگان واقع شده‌است. تمپرنس ۱۲ کیلومتر مربع مساحت و ۸٬۵۱۷ نفر جمعیت دارد و ۱۹۰ متر بالاتر از سطح دریا واقع شده‌است.